# Alexander Carel Bouwmeester
Alexander Carel Bouwmeester (Lemele, 14 augustus 1822 - Ommen, 29 januari 1900) was een Nederlandse burgemeester.

## Leven en werk
Bouwmeester was een zoon van Johannes Conradus Bouwmeester en Petronella Hendrika Ninaber. In 1854 werd hij burgemeester van de gemeente Gramsbergen. In 1857 volgde zijn benoeming tot burgemeester van Stad en Ambt Ommen. Deze functie zou hij 34 jaar uitoefenen totdat hij in 1891 op zijn verzoek eervol werd ontslagen. Van 1870 tot 1877 was hij tevens lid van Provinciale Staten van Overijssel.
Bouwmeester trouwde op 9 mei 1855 te Doesburg met Aleida Immink, dochter van de predikant Wernerus Immink en Johanna Elisabeth Ninaber. Zijn zoon Johannes Conradus Bouwmeester was burgemeester van Vriezenveen. Zijn neven Coenraad Willem Johan, Alexander Carel Jan Frederik en Arnold Willem Bouwmeester waren burgemeesters in diverse Drentse gemeenten.